# Iaderosa
Iaderosa è un cognome di lingua italiana.

## Varianti
Il cognome non presenta varianti.

## Origine e diffusione
Cognome tipicamente campano, è presente prevalentemente nel casertano.
Potrebbe derivare dal nome del capostipite, un tale Gianni De Rosa: costituisce quindi una variante del cognome Rosa.
In Italia conta circa 117 presenze.